# Dryopteris pentheri
Dryopteris pentheri är en träjonväxtart som först beskrevs av Fridolin Krasser, och fick sitt nu gällande namn av Carl Frederik Albert Christensen. Dryopteris pentheri ingår i släktet Dryopteris och familjen Dryopteridaceae. Inga underarter finns listade.